# 創信國際
創信國際控股有限公司（英語：Pegasus International Holdings Limited），簡稱創信國際控股或創信國際，是一家以鞋業產品代工生產為主要業務的企業。

## 概略沿革
創信國際控股有限公司是中國主要的鞋業產品代工生產企業之一。1956年，集團創始人吳水在臺灣創建了一間塑膠鞋廠。在60至70年代，該工廠通過臺灣國內銷售以及國際貿易取得了迅速發展。隨著市場經濟環境轉變，該集團於1990年決定將生產基地自臺灣遷至中國大陸。1996年，該集團在香港上市。